# Luis Fernando Batista
Luis Fernando Batista, mais conhecido como apenas Nando (Araçatuba, 8 de março de 1988) é um futebolista brasileiro que atua como atacante. Atualmente atua pelo Vila Nova. 

## Carreira
Nascido em Araçatuba, interior do estado de São Paulo, Nando chegou ao time profissional do Mogi Mirim em 2009 realizando sua estreia em uma derrota por 2 a 0 para o Mirassol em partida válida pelo Campeonato Paulista. Porém em quatro partidas no ano, em nenhuma conseguiu estufar as redes. Na temporada seguinte marcou dois gols em uma derrota por 5 a 2 para o Monte Azul. Foi emprestado até o fim do ano ao Santo André para a disputa da segunda  divisão do Campeonato Brasileiro.
Foi contratado pelo ASA para a temporada de 2012, mas no mesmo ano acertou seu retorno ao Mogi Mirim onde ficou até 2013. No ano seguinte foi contratado por empréstimo pelo São Bento visando a disputa do Campeonato Paulista, mas conseguiu marcar apenas um gol, sendo marcado numa vitória por 3 a 1 diante do Marília. Apesar de pouco destaque, o São Bento conquistou o acesso da Série A2 à Série A1. Após ter recusado uma proposta do Mogi Mirim de renovação, Nando voltou atrás e renovou com o time paulista até o final de 2014, onde participou da campanha de acesso á Série B de 2015.
Em 2015 continuou pelo paulista só que atuando pelo Linense que o contratou para a temporada, mas acabou não respondendo o esperado e em 10 jogos marcou apenas um gol na vitória por 1 a 0 diante do Red Bull Brasil, gol que foi importante para a permanência do Linense na elite do Campeonato Paulista. No mesmo ano foi contratado pelo Campinense., onde marcou 5 gols e ajudou o time a conquistar o Campeonato Paraibano de 2015. Após o término da disputa, foi contratado pelo Nacional de Amazonas para a disputa da Série D.

### ABC
Em 2016 anunciado pelo ABC como reforço para o ataque alvinegro na temporada. Em sua estreia oficial pelo time potiguar marcou de pênalti um dos gols da vitória por 2 a 1 diante do Palmeira de Goianinha em partida válida pelo Campeonato Potiguar. No clássico regional contra o América de Natal, foi um dos destaques marcando de voleio um dos gols da vitória por 2 a 0. No outro clássico do ano, só que valendo pela Copa Rio Grande do Norte foi novamente decisivo marcando de pênalti o gol do empate por 1 a 1. Diante do Baraúnas, Nando marcou três gols na vitória por 3 a 1 em partida válida pelo Campeonato Potiguar.
Contra o Alecrim pela final do segundo turno do Campeonato Potiguar, Nando marcou os dois da vitória por 2 a 0 que deram o título da Copa RN ao ABC. Na final do Campeonato Potiguar, Nando foi novamente decisivo marcando dois gols na goleada histórica por 4 a 0 diante do rival América de Natal e assim conquistando o 53º estadual para o ABC. Terminou com o Campeonato Potiguar como artilheiro com 15 gols marcados vai ser o artilheiro do ano.
Com propostas de clubes da Série A e do exterior, Nando renovou seu contrato com o ABC até novembro de 2017. Na primeira de partida de 2017 diante do Globo, pelo Campeonato Potiguar, Nando marcou os dois gols na vitória por 2 a 0. Foi decisivo na decisão do segundo turno, a Copa RN, marcando no primeiro jogo que terminou 4 a 0 e marcando os dois gols do ABC na vitória por 2 a 1 no segundo jogo e garantindo o título da Copa RN. Com o término e a conquista do bicampeonato do Campeonato Potiguar pelo ABC, Nando foi novamente artilheiro da competição e quebrando um tabu de 18 anos, algo que não acontecia desde 1999 quando o ex-atacante Sérgio Alves foi artilheiro duas vences consecutivas do Estadual.
Em agosto teve seu contrato rescindido com o ABC, encerrando uma passagem de dois anos com 31 gols marcados.

### Botafogo-PB
Em novembro de 2017 foi anunciado como reforço para o ataque do Botafogo-PB para a temporada de 2018. Pelo Botafogo-PB chegou ao feito de ser campeão estadual pela terceira vez consecutiva, sendo bicampeão pelo ABC em 2016 e 2017, além disso foi artilheiro de um estadual novamente pela terceira vez seguida.

## Títulos
Campinense
- Campeonato Paraibano: 2015

ABC
- Copa RN: 2016, 2017
- Campeonato Potiguar: 2016, 2017

Botafogo-PB
- Campeonato Paraibano: 2018, 2019

### Artilharias
- Artilheiro do Campeonato Potiguar de 2016: 15 gols
- Artilheiro do Campeonato Potiguar de 2017: 9 gols
- Artilheiro do Campeonato Paraibano de 2018: 10 gols

### Prêmios Individuais
- Seleção do Campeonato Potiguar: 2016, 2017
- Craque do Campeonato Potiguar: 2016[21]